# Erdbeben in Albanien 2019
Das Erdbeben in Albanien 2019 ereignete sich am 26. November um 03:54 Uhr Ortszeit etwa 30 Kilometer nordwestlich der albanischen Hauptstadt Tirana. Das Erdbeben hatte eine Magnitude von 6,4 Mw und war von zahlreichen Nachbeben begleitet. Es gab 51 Todesopfer, viele Verletzte und Schäden an zahlreichen Häusern.

## Tektonischer Hintergrund

### Geologie
Das Erdbeben betraf die westliche Region Albaniens im Küstengebiet um die Hafenstadt Durrës und das Gebiet der „Tirana-Senke“, die den östlichen Teil der „Periadriatischen Senke“ darstellt, einem Vorlandbecken der Helleniden. Sie wird großteils durch kontinentale und marine Sedimente, die in seichten Schelfen gebildet sind, charakterisiert; an der westlichen Grenze finden sich auch Tiefseesedimente. Strukturell liegt sie an der östlichen Grenze der dinarischen Strukturen. Die vom Erdbeben betroffene Region ist durch nordwest-südost-streichende aktive Überschiebungen geprägt. Die an die Adria angrenzenden jungalpidisch gefalteten Orogene der Dinariden-Helleniden sind durch neogene Einengung („tektonische Einengungsregime“) und aktive Hebung charakterisiert.
Das betroffene Gebiet liegt im tektonischen Knoten zwischen den Dinariden und Helleniden an der Rotations-Achse der Skutari-Pec-Falte. Der nordwest-südost-verlaufende Falten- und Überschiebungsbogen beherbergt seit dem Miozän die Subduktion der Adriatischen unter die Eurasische Platte. Hierbei rotiert die Adriatische Platte im Gegenuhrzeigersinn und subduziert unter die Eurasische Platte. Sie hat seit 20 Millionen Jahren etwa 117 Kilometer zurückgelegt und sich um 5±3° relativ zu Europa gedreht. Die konvergierenden Platten führten hierbei zu einer Einengung von mehreren Zehner-Kilometern. Das Tirana-Vorlandbecken wurde hierbei um 80 bis 100 Kilometer eingeengt.
Aufgrund der beschriebenen tektonischen Vorgänge gibt es eine Vielzahl von Verwerfungen in der Region, wo sich die konvergierenden Plattengrenzen mit einer Geschwindigkeit von 73 Millimeter pro Jahr aufeinander zubewegen. Das Beben wurde wahrscheinlich durch eine Aufschiebung an einer dieser Verwerfungen verursacht.

### Vorbeben
Dem Hauptbeben gingen drei Vorbeben voraus. Das stärkste davon ereignete sich etwas mehr als eine Stunde vor dem Hauptbeben und hatte eine kurzperiodische Raumwellen-Magnituden von 4,6 mb und ein Epizentrum rund 5 Kilometer nordnordwestlich von Durrës (⊙). Aufgrund dieses Vorbebens hatten viele Menschen ihre Häuser bereits verlassen, bevor es zum Hauptbeben kam.

### Das Erdbeben vom 26. November 2019

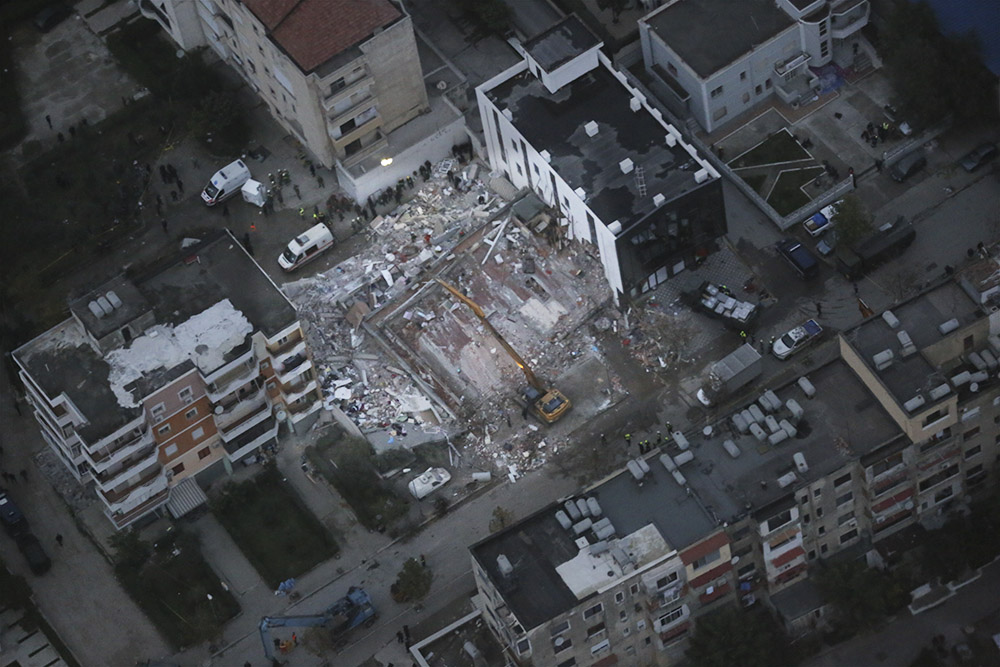
Eingestürztes Gebäude in Durrës

Das Erdbeben hatte eine Magnitude von 6,4 Mw und wurde von etwa 140.000 Menschen mit einer Intensität der Stufe VIII auf der Modifizierten Mercalliskala wahrgenommen. Mehr als 3,5 Millionen Menschen erlebten das Erdbeben mit einer Intensität der Stufe V oder höher. 100.000 Menschen waren direkt von den Auswirkungen des Bebens betroffen. Die Erschütterungen wurden noch in zahlreichen weiteren Ländern der Region wahrgenommen.
Nach Angaben von EMSC lag das Epizentrum etwa fünf Kilometer nördlich der Hafenstadt Durrës und circa 30 Kilometer westlich von Tirana, während es von USGS etwa 30 Kilometer nordwestlich von Tirana und 20 Kilometer nördlich von Durrës – im Bereich des Ufers der Bucht „Gjiri i Lalëzit“ südöstlich vom Kap Rodon – verortet wird. Laut EMSC lag der Bebenherd in einer Tiefe von 10 Kilometern, USGS geht von einer Tiefe von 22 Kilometern aus, das GFZ Potsdam von einer Tiefe von 24 Kilometern.
Durch die lockeren Sedimente im Boden wurden die destruktiven Schwingungen im Bereich der Senke verstärkt. Das Beben hob das Höhenniveau der betroffenen Region dauerhaft um bis 10 Zentimeter an.
Das Hauptbeben in Albanien war das schwerste Erdbeben in der Region seit Jahrzehnten. Beim Erdbeben in Montenegro 1979, dessen Bebenherd etwa 70 Kilometer weiter nordnordöstlich lag, kamen 135 Menschen ums Leben, viele davon in Albanien. Zuletzt kam es zwei Monate früher, am 21. September 2019, zu einer Erdbebenserie in Albanien. Das stärkste Beben damals hatte eine Stärke 5,6 Mw und ereignete sich ebenfalls nahe der Stadt Durrës. Dabei wurden über 100 Menschen verletzt und mehr als 1500 Gebäude beschädigt.

### Nachbeben
In den ersten sieben Tagen nach dem Hauptbeben ereigneten sich mehr als 1300 Nachbeben. Einige Nachbeben hatten Magnitudenwerte über 4,0:
| Zeitpunkt (UTC)                              | Magnitude | Koordinaten                      | USGS-Eintrag |
| -------------------------------------------- | --------- | -------------------------------- | ------------ |
| 26. November 2019 02:59:23                   | 5,1 mb    | 41° 25′ 19,2″ N, 19° 31′ 55,2″ O | [ 19 ]       |
| 26. November 2019 03:02:59                   | 5,3 mb    | 41° 25′ 19,2″ N, 19° 38′ 16,8″ O | [ 20 ]       |
| 26. November 2019 03:09:57                   | 4,3 mb    | 41° 49′ 55,2″ N, 20° 0′ 14,4″ O  | [ 21 ]       |
| 26. November 2019 03:25:23                   | 4,2 mb    | 41° 34′ 8,4″ N, 19° 37′ 19,2″ O  | [ 22 ]       |
| 26. November 2019 03:57:52                   | 4,2 mb    | 41° 32′ 31,2″ N, 19° 26′ 38,4″ O | [ 23 ]       |
| 26. November 2019 04:21:58                   | 4,4 mb    | 41° 24′ 43,2″ N, 19° 36′ 32,4″ O | [ 24 ]       |
| 26. November 2019 04:47:00                   | 4,1 mb    | 41° 29′ 52,8″ N, 19° 25′ 30″ O   | [ 25 ]       |
| 26. November 2019 04:58:13                   | 4,1 mb    | 41° 29′ 6″ N, 19° 26′ 24″ O      | [ 26 ]       |
| 26. November 2019 06:08:22                   | 5,4 Mw    | 41° 34′ 44,4″ N, 19° 25′ 30″ O   | [ 27 ]       |
| 26. November 2019 07:27:02                   | 4,8 mb    | 41° 32′ 13,2″ N, 19° 26′ 16,8″ O | [ 28 ]       |
| 26. November 2019 12:14:13                   | 4,4 mb    | 41° 26′ 16,8″ N, 19° 27′ 10,8″ O | [ 29 ]       |
| 26. November 2019 13:05:00                   | 4,7 Mw    | 41° 35′ 24″ N, 19° 31′ 19,2″ O   | [ 30 ]       |
| 26. November 2019 14:11:53                   | 4,4 mb    | 41° 40′ 37,2″ N, 19° 38′ 20,4″ O | [ 31 ]       |
| 26. November 2019 15:11:56                   | 4,2 mb    | 41° 36′ 36″ N, 19° 27′ 36″ O     | [ 32 ]       |
| 26. November 2019 17:06:02                   | 4,4 mb    | 41° 28′ 37,2″ N, 19° 33′ 14,4″ O | [ 33 ]       |
| 26. November 2019 17:19:13                   | 4,7 mb    | 41° 32′ 52,8″ N, 19° 28′ 55,2″ O | [ 34 ]       |
| 27. November 2019 03:52:39                   | 4,2 mb    | 41° 32′ 42″ N, 19° 24′ 43,2″ O   | [ 35 ]       |
| 27. November 2019 11:03:35                   | 4,1 mb    | 41° 34′ 48″ N, 19° 29′ 24″ O     | [ 36 ]       |
| 27. November 2019 14:45:24                   | 5,3 Mw    | 41° 32′ 16,8″ N, 19° 27′ 57,6″ O | [ 37 ]       |
| 27. November 2019 17:11:03                   | 4,3 mb    | 41° 33′ 36″ N, 19° 29′ 52,8″ O   | [ 38 ]       |
| 27. November 2019 20:27:06                   | 4,5 mb    | 41° 32′ 20,4″ N, 19° 26′ 20,4″ O | [ 39 ]       |
| 27. November 2019 22:19:00                   | 4,3 mb    | 41° 34′ 1,2″ N, 19° 24′ 25,2″ O  | [ 40 ]       |
| 27. November 2019 22:50:14                   | 4,4 mb    | 41° 26′ 38,4″ N, 19° 26′ 56,4″ O | [ 41 ]       |
| 27. November 2019 22:51:24                   | 4,4 mb    | 41° 28′ 15,6″ N, 19° 27′ 32,4″ O | [ 42 ]       |
| 27. November 2019 23:02:48                   | 4,2 mb    | 41° 24′ 54″ N, 19° 26′ 42″ O     | [ 43 ]       |
| 28. November 2019 00:50:09                   | 4,4 mb    | 41° 28′ 4,8″ N, 19° 28′ 48″ O    | [ 44 ]       |
| 28. November 2019 10:25:05                   | 4,5 mb    | 41° 31′ 48″ N, 19° 26′ 2,4″ O    | [ 45 ]       |
| 28. November 2019 10:52:42                   | 4,9 mb    | 41° 33′ 25,2″ N, 19° 24′ 39,6″ O | [ 46 ]       |
| 28. November 2019 20:33:24                   | 4,4 mb    | 41° 21′ 25,2″ N, 19° 33′ 10,8″ O | [ 47 ]       |
| 28. November 2019 23:00:43                   | 4,6 mb    | 41° 21′ 57,6″ N, 19° 34′ 40,8″ O | [ 48 ]       |
| 30. November 2019 20:53:52                   | 4,4 mb    | 41° 32′ 42″ N, 19° 28′ 12″ O     | [ 49 ]       |
| 01. Dezember 2019 06:04:19                   | 4,2 mb    | 41° 31′ 1,2″ N, 19° 25′ 22,8″ O  | [ 50 ]       |
| 02. Dezember 2019 08:26:24                   | 4,5 mb    | 41° 29′ 16,8″ N, 19° 37′ 26,4″ O | [ 51 ]       |
| 02. Dezember 2019 23:23:00                   | 4,5 mb    | 41° 24′ 50,4″ N, 19° 35′ 20,4″ O | [ 52 ]       |
| 07. Dezember 2019 23:14:28                   | 4,5 mb    | 41° 31′ 48″ N, 19° 29′ 6″ O      | [ 53 ]       |
| 09. Dezember 2019 14:53:06                   | 4,3 mb    | 41° 37′ 8,4″ N, 19° 24′ 43,2″ O  | [ 54 ]       |
| 09. Dezember 2019 14:58:59                   | 4,4 mb    | 41° 38′ 31,2″ N, 19° 26′ 13,2″ O | [ 55 ]       |
| 09. Dezember 2019 15:04:57                   | 4,1 mb    | 41° 39′ 25,2″ N, 19° 27′ 25,2″ O | [ 56 ]       |
| 09. Dezember 2019 15:10:58                   | 4,5 mb    | 41° 33′ 7,2″ N, 19° 37′ 37,2″ O  | [ 57 ]       |
| 15. Dezember 2019 01:18:36                   | 4,3 mb    | 41° 18′ 54″ N, 19° 32′ 20,4″ O   | [ 58 ]       |
| 17. Dezember 2019 18:53:45                   | 4,4 mb    | 40° 59′ 31,2″ N, 19° 38′ 31,2″ O | [ 59 ]       |
| 19. Dezember 2019 16:03:12                   | 4,4 mb    | 41° 23′ 6″ N, 19° 35′ 2,4″ O     | [ 60 ]       |
| 01. Januar 2020 02:53:41                     | 4,1 mb    | 41° 34′ 8,4″ N, 19° 20′ 24″ O    | [ 61 ]       |
| 19. Januar 2020 12:38:13                     | 4,4 mb    | 41° 46′ 40,8″ N, 20° 17′ 45,6″ O | [ 62 ]       |
| 19. Januar 2020 12:52:32                     | 4,3 mb    | 41° 51′ 7,2″ N, 20° 9′ 39,6″ O   | [ 63 ]       |
| 27. Januar 2020 01:40:21                     | 4,4 mb    | 41° 23′ 2,4″ N, 19° 41′ 2,4″ O   | [ 64 ]       |
| 28. Januar 2020 20:15:08                     | 5,1 mb    | 41° 27′ 46,8″ N, 19° 32′ 6″ O    | [ 65 ]       |
| 31. Januar 2020 21:05:32                     | 4,4 mb    | 41° 26′ 34,8″ N, 19° 25′ 55,2″ O | [ 66 ]       |
| 13. April 2020 16:43:55                      | 4,1 mb    | 41° 30′ 46,8″ N, 19° 33′ 36″ O   | [ 67 ]       |
| 08. Juni 2020 15:21:51                       | 4,7 mb    | 41° 31′ 37,2″ N, 19° 35′ 31,2″ O | [ 68 ]       |
| 26. Juli 2020 14:16:01                       | 4,5 mb    | 40° 57′ 10,8″ N, 19° 44′ 42″ O   | [ 69 ]       |
| 12. September 2020 16:46:05                  | 4,3 mb    | 41° 43′ 58,8″ N, 19° 44′ 45,6″ O | [ 70 ]       |
| 23. September 2020 23:25:09                  | 4,4 mb    | 40° 58′ 8,4″ N, 19° 45′ 18″ O    | [ 71 ]       |
| 24. September 2020 19:21:39                  | 4,6 mb    | 40° 58′ 51,6″ N, 19° 47′ 2,4″ O  | [ 72 ]       |
| 07. Oktober 2020 22:13:05                    | 4,6 mb    | 41° 27′ 57,6″ N, 19° 34′ 12″ O   | [ 73 ]       |
| 07. Oktober 2020 23:44:57                    | 4,2 mb    | 41° 32′ 9,6″ N, 19° 31′ 8,4″ O   | [ 74 ]       |
| 06. Dezember 2020 07:19:42                   | 4,5 mb    | 41° 29′ 49,2″ N, 19° 32′ 34,8″ O | [ 75 ]       |
| 26. Januar 2021 14:32:42                     | 4,4 mb    | 41° 29′ 56,4″ N, 19° 27′ 57,6″ O | [ 76 ]       |
| 07. April 2021 02:06:07                      | 4,1 mb    | 41° 31′ 22,8″ N, 19° 30′ 50,4″ O | [ 77 ]       |
| 17. Oktober 2021 20:13:29                    | 4,4 mb    | 41° 46′ 51,6″ N, 19° 39′ 18″ O   | [ 78 ]       |
| Karte mit allen Koordinaten : OSM \| WikiMap |           |                                  |              |

Knapp zwei Stunden nach dem Hauptbeben erschütterte in Griechenland ein Beben der Stärke 4,6 mb etwa fünf Kilometer südöstlich von Nafpaktos die Erde. Einige Stunden später ereignete sich ein Erdbeben der Stärke 5,4 Mw in Bosnien und Herzegowina, rund 15 Kilometer nordöstlich von Mostar. Dabei entstanden vereinzelt leichte Schäden an Gebäuden. Nach Ansicht griechischer Seismologen steht das Beben in Griechenland höchstwahrscheinlich nicht mit den Beben in Albanien in Verbindung, während das Beben in Bosnien-Herzegowina durch die seismische Aktivität in Albanien ausgelöst worden sein könnte. Auch ein Beben der Stärke 6,0 Mw im Meer vor Kreta am 27. November stand nicht im Zusammenhang mit den Beben in Albanien. Von den Beben in Griechenland wurden keine Schäden gemeldet.

## Opfer und Schäden
| Stadt   | Tote |
| ------- | ---- |
| Durrës  | 25   |
| Thumana | 24   |
| Lezha   | 1    |
| Kurbin  | 1    |
| Quelle: |      |

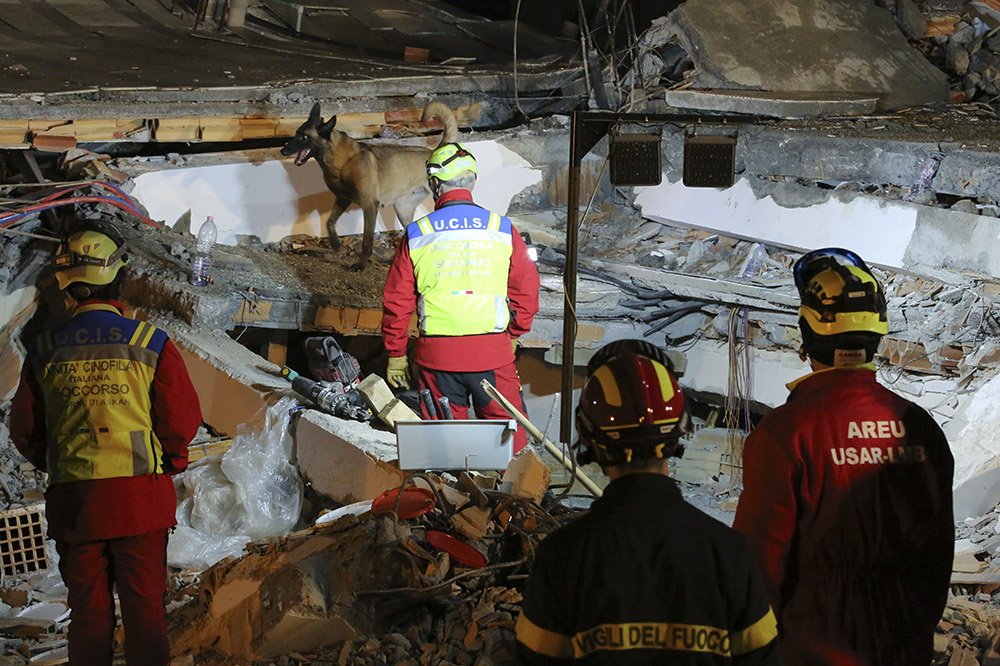
Suche nach Verschütteten in einem eingestürzten Haus in Durrës

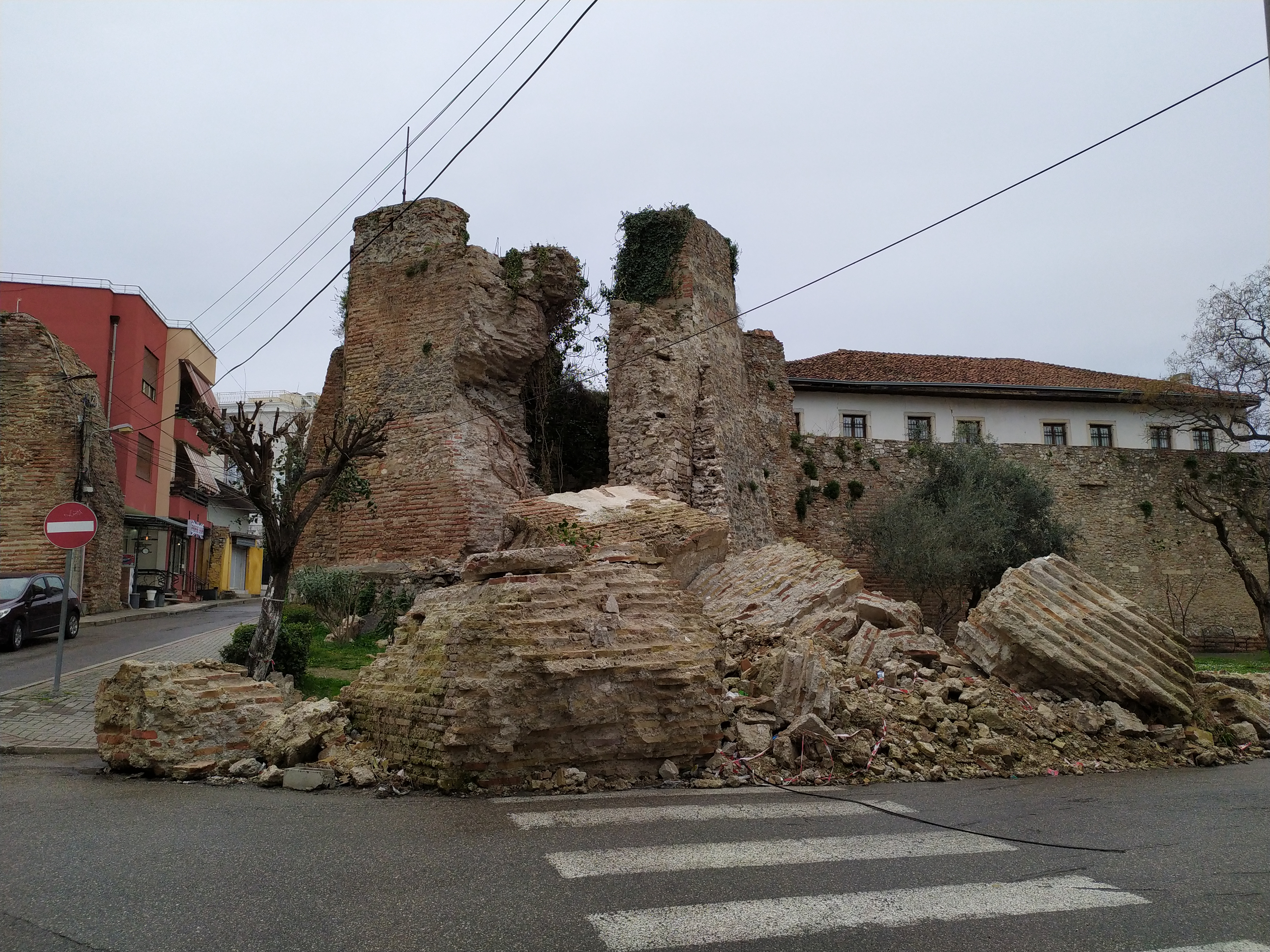
Schäden an der alten Stadtmauer von Durrës

Durch das Erdbeben kamen 51 Menschen ums Leben, vor allem in Durrës und Thumana, wo die meisten Häuser einstürzten. Zur Gesamtzahl der Verletzten gibt es keine abschließenden offiziellen Zahlen, die Angaben variieren zwischen rund 2000 und über 3000. Es konnten 46 Menschen lebend aus den Trümmern gerettet werden. Am 30. November wurden die Such- und Bergungseinsätze beendet.
Das Erdbeben beeinträchtigte das Leben von mehr als 200.000 Menschen in Albanien. Nach Angaben des Roten Kreuzes wurden mindestens 32.000 Menschen obdachlos. Ungefähr 17.000 Menschen wurden in Hotels und Zelten untergebracht, weitere quartierten sich bei Freunden und Verwandten ein.
Schulen blieben geschlossen und der Flughafen Tirana stellte am Tag des Bebens aufgrund von Schäden am Terminal vorübergehend den Betrieb ein. Während beim Nationalstraßennetz und dem Flugverkehr keine nennenswerten Beeinträchtigungen festzustellen waren, wurde der Eisenbahnverkehr stärker getroffen. Eine Brücke, Werkstätten der Hekurudha Shqiptare und ein Bahnhof wurden zum Teil stark beschädigt.
Laut einem von der albanischen Regierung gemeinsam mit internationalen Organisationen durchgeführten Schadens- und Bedarfserhebung wurden bei dem Erdbeben 11.490 Wohneinheiten zerstört oder so stark beschädigt, dass sie abgerissen werden müssen. Knapp 19.000 Wohneinheiten wurden schwer oder mittelschwer beschädigt und mehr als 64.000 wurden leicht beschädigt. Von 321 beschädigten Bildungseinrichtungen wurden 76 zerstört. Bei 36 Gesundheitseinrichtungen kam es zu Schäden, zwei davon wurden zerstört. Auch am Stromnetz und bei öffentlichen Gebäuden kam es zu Schäden. Geringe Beeinträchtigungen gab es bei der Verkehrsinfrastruktur, Wasserverteilungssystemen und der Infrastruktur des Mobilfunknetzes. Die finanziellen Schäden durch das Erdbeben werden mit 985 Millionen Euro beziffert, die Kosten für den Wiederaufbau werden auf 1,1 Milliarden Euro geschätzt.

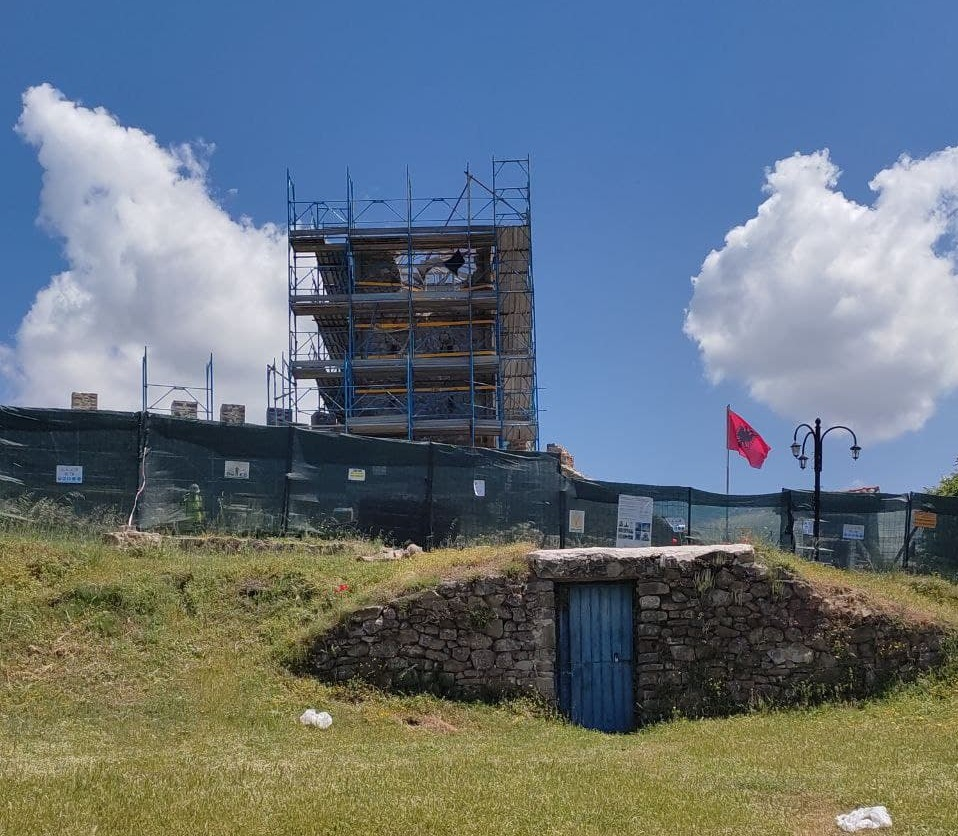
Wiederaufbauarbeiten am Uhrturm der Burg von Preza

Abschnitte der ursprünglich byzantinischen Stadtmauer von Durrës stürzten infolge des Erdbebens ein. Die von den Osmanen errichtete historische Burg von Preza, unweit des Epizentrums gelegen, wurde stark beschädigt: Der früher als Minarett genutzte Uhrturm stürzte teilweise ein. Durch ein Nachbeben wurde auch der markante Turm am Ostende der Festung von Kruja beschädigt.
Der 27. November 2019 wurde in Albanien zum Staatstrauertag erklärt. Die geplanten Feierlichkeiten am 28. und 29. November zum albanischen Unabhängigkeitstag wurden abgesagt. Auch im benachbarten Kosovo, wo Albaner die Bevölkerungsmehrheit stellen, wurde der 27. November als Trauertag begangen. Zwei Kosovaren waren bei dem Beben in Durrës ums Leben gekommen.

## Hilfsmaßnahmen

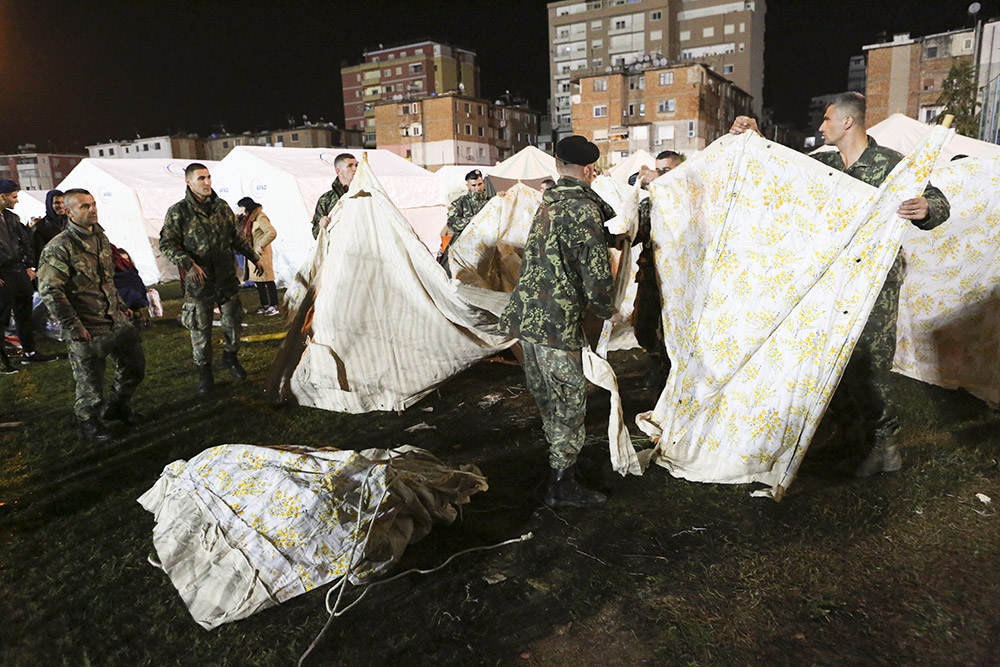
Aufbau von Zelten im Stadion von Durrës

Mindestens 2000 Soldaten und 1900 Polizisten halfen bei den Bergungsarbeiten. Für die obdachlos gewordenen Menschen wurden Zelte auf Sportplätzen und in Stadien eingerichtet, andere wurden in Turnhallen untergebracht. In den beiden am stärksten betroffenen Qarqe Durrës und Tirana rief die Regierung Rama am 27. November einen zunächst 30-tägigen Ausnahmezustand aus. Am 29. November wurde auch für Lezha der Ausnahmezustand erklärt. Der Ausnahmezustand wurde später bis 31. März 2020 verlängert.
Zahlreiche Nachbarländer boten Albanien Hilfeleistung an. Hilfsteams aus Frankreich, Griechenland, Israel, Italien, Kosovo, Kroatien, Montenegro, Nordmazedonien, Rumänien, Serbien und der Türkei reisten in das Katastrophengebiet. Die Europäische Union mobilisierte drei USAR-Such- und Rettungsteams zur Unterstützung der albanischen Behörden, die Schweiz das Schweizerische Korps für humanitäre Hilfe. Auch die Regierung der Vereinigten Staaten entsandte Spezialisten.
Hilfslieferungen wurden unter anderem von Belgien, Japan, Katar, der Türkei, Polen, der Schweiz, Ungarn und den Vereinigten Arabischen Emiraten nach Albanien geschickt. Mehrere Länder unterstützten die albanischen Behörden mit Finanzhilfen bereits in den ersten Tagen nach dem Beben. Darunter Aserbaidschan, Bosnien-Herzegowina, Bulgarien, der Kosovo, Nordmazedonien, Österreich, Südkorea und der Vatikan. Organisationen der Zivilgesellschaft hatten bis 29. November Finanzhilfe in der Höhe von 4,1 Mio. Euro gesammelt, zwei Privatpersonen spendeten weitere 2,5 Mio. Euro.
Die albanische Regierung und Hilfsorganisationen richteten Spendenkonten für die Betroffenen der Katastrophe ein.
Im Dezember 2019 setzte die Regierung zur Bewältigung der Erdbebenfolgen den früheren Finanzminister Arben Ahmetaj als Staatsminister für Wiederaufbau ein.
Die Regierung kündigte an, die Angehörigen der Opfer finanziell zu unterstützen und die durch das Beben obdachlos gewordenen Bürger in „stärkeren Häusern“ unterzubringen. Die neuen Gebäude im ländlichen Raum sollen noch 2020 fertiggestellt werden, jene in städtischen Gebieten im Jahr 2021. Betroffene Unternehmen sollen weniger Steuern zahlen müssen.

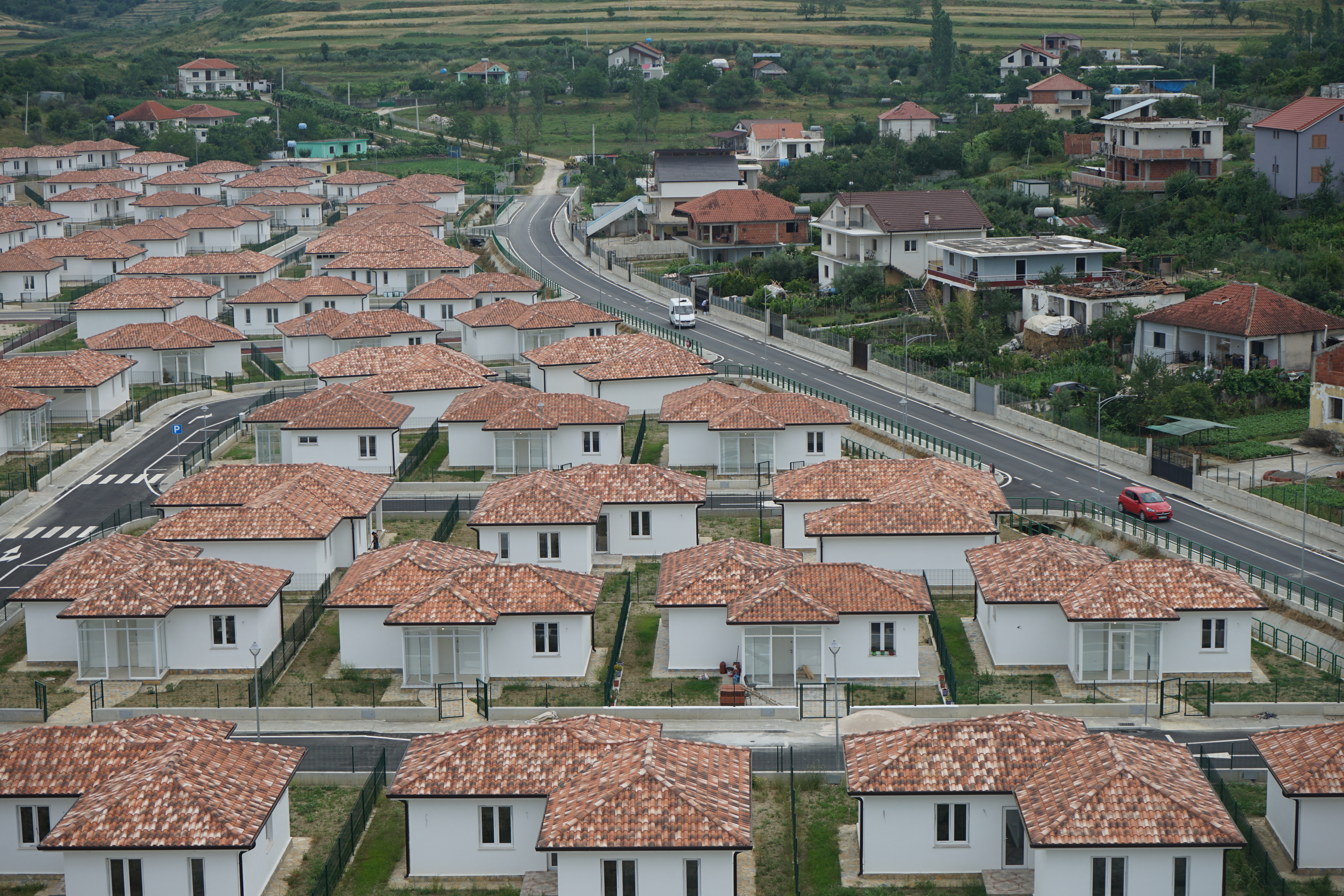
Neue Häuser für Erdbebenopfer in Thumana (Juni 2022)

Der Wiederaufbau zog sich hin – aber in zahlreichen Orten entstanden neue Siedlungen. Im Februar 2022 konnten im stark betroffenen Laç 522 Familien neue Wohnungen beziehen, die von der Türkei finanziert worden waren. Im Dorf Thumana wurden bis Mai 2022 neue Häuser für 155 Familien errichtet.
Die EU sicherte als Sofortmaßnahme Hilfsgelder in der Höhe von 15 Mio. Euro zu und organisierte eine internationale Geberkonferenz, um die Wiederaufbaubemühungen zu unterstützen. Auf Bitten der albanischen Regierung richteten die EU, die UNO und die Weltbank ein Projekt ein zur genauen Bedarfserhebung für die Bereiche Gesundheit, Bildung, Wohnungswesen, Tourismus, Arbeitsmarkt und öffentliche Infrastruktur. Die Ergebnisse der Bedarfsermittlung dienten bei der Geberkonferenz als Entscheidungsgrundlage. Bei der Konferenz am 17. Februar 2020 versprachen zahlreiche Staaten und internationale Organisationen Hilfsgelder in Höhe von insgesamt 1,15 Mrd. Euro.

## Aufarbeitung
Etwa 500 Experten, davon 81 aus dem Ausland, waren mit der Untersuchung beschädigter Gebäude beschäftigt. Nicht mehr bewohnbare Gebäude werden abgerissen.
Nach dem Beben wurde Kritik laut, dass zahlreiche Baumängel viele der entstandenen Gebäudeschäden erst ermöglicht hätten. Mitte Dezember 2019 wurden neun Hausbau-Verantwortliche verhaftet, denen Missachtung von Bauvorschriften vorgeworfen wird. Gegen weitere wird ermittelt.
Bei der Untersuchung von Baumaterial eingestürzter Gebäude wurde die Verwendung von Beton mit zu geringer Belastbarkeit nachgewiesen. Einige eingestürzte Gebäude waren ohne Baugenehmigung errichtet oder aufgestockt worden. Im Januar 2020 wurde für weitere 40 Bauunternehmer und Verwaltungsbeamte ein Haftbefehl erlassen, 31 von ihnen wurden festgenommen, die anderen sind flüchtig. Die meisten der Verhafteten wurden einige Wochen später freigesprochen.

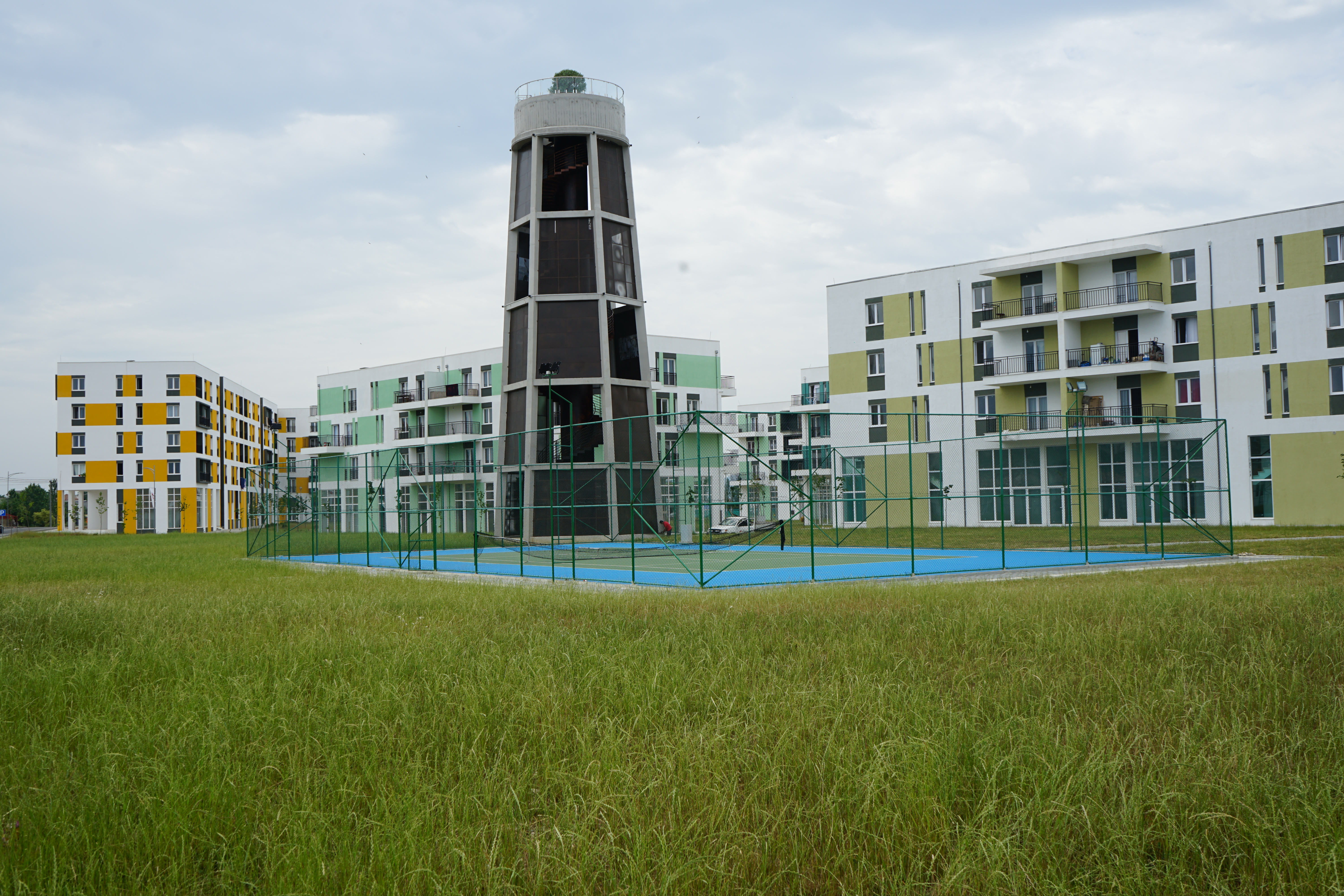
Gedenkstätte in Thumana in einem ehemaligen Wasserturm

In Thumana wurde eine Gedenkstätte für die Opfer errichtet.

## Belege
1. ↑  Efthymis Lekkas, Spyridon Mavroulis, Dimitri Papa, Panayotis Carydis: The November 26, 2019 Mw 6.4 Durrës (Albania) earthquake. In: Nationale und Kapodistrias-Universität Athen (Hrsg.): Newsletter of environmental, disaster and crisis management strategies. Issue No. 15, S. 18–23, 76–77. November 2019. Abgerufen am 22. Dezember 2019 (englisch; PDF; 35,3 MB).
2. ↑  Laurent Jolivet: Tectonics of the Mediterranean Sea and subduction of the African plate: from basins to mountains, from mountains to basins. Vortrag auf der European Geosciences Union – General Assembly. Wien, April 2017, Vortrag online auf YouTube (Video; vgl. ab Min. 7:45 zur neogenen Einengung der Randgebirges; ab Min. 8:46 zur Adriatischen Platte).
3. ↑  Philip Groß, Sebastian Cionoiu et al.: A new 1:10,000 geological map of the Skutari-Pec Fault and surroundings, northern Albania – evidence of orogen-parallel extension. Conference Paper für: 15th Symposium on Tectonics, Structural geology and Geology of Crystalline Rocks. Potsdam, April 2014, doi:10.13140/2.1.4606.2720.
4. ↑  Eline Le Breton, Mark R. Handy, Giancarlo Molli, Kamil Ustaszewski: Post-20 Ma Motion of the Adriatic Plate: New Constraints From Surrounding Orogens and Implications for Crust-Mantle Decoupling. In: Tectonics. Band 36. 2017, S. 3135–3154. doi:10.1002/2016TC004443.
5. 1 2 3 4  M 6.4 - 15km WSW of Mamurras, Albania. USGS, abgerufen am 13. Januar 2020.
6. ↑  M 4.6 - 5km ENE of Durres, Albania. USGS, abgerufen am 22. Dezember 2019 (englisch).
7. ↑  M 4.4 - ADRIATIC SEA - 2019-11-26 01:47:56 UTC. EMSC, abgerufen am 27. November 2019 (englisch).
8. ↑  Time evolution of seismicity in #AlbaniaEarthquake The mainshock was preceded … In: twitter.com. EMSC, 26. November 2019, abgerufen am 27. November 2019 (englisch).
9. 1 2  Albania – 6.4M Earthquake of 26 November – EU Response. In: reliefweb.int. ERCC, 29. November 2019, abgerufen am 29. November 2019 (englisch; PDF; 1 MB).
10. 1 2  Erneut starkes Beben in Albanien. In: orf.at. 28. November 2019, abgerufen am 28. November 2019.
11. 1 2  M 6.4 - ALBANIA - 2019-11-26 02:54:11 UTC. EMSC, abgerufen am 14. April 2020 (englisch).
12. ↑  GEOFON Event gfz2019xdig. In: geofon.gfz-potsdam.de. Abgerufen am 29. November 2019 (englisch).
13. ↑  Ross S. Stein, Volkan Sevilgen: Albania earthquake strikes highest-hazard zone in the Balkans, devastating nearby towns In: temblor.net. 26. November 2019, abgerufen am 27. November 2019 (englisch).
14. ↑  Sisma Albania provocato da faglia lunga 85 chilometri. Il suolo vicino Durazzo sollevato di 10 cm. In: rainews.it. 27. November 2019, abgerufen am 27. November 2019 (italienisch).
15. ↑  M 5.6 - 3km WSW of Shijak, Albania. USGS, abgerufen am 26. November 2019 (englisch).
16. ↑  Erdbebenserie erschüttert Albanien. In: orf.at. 22. September 2019, abgerufen am 26. November 2019.
17. ↑  Albania – Earthquakes of 21 September. In: reliefweb.int. ERCC, 23. September 2019, abgerufen am 26. November 2019 (englisch; PDF; 639 kB).
18. ↑  Mittlerweile 51 Todesopfer nach Erdbeben in Albanien bestätigt. In: derstandard.at. 2. Dezember 2019, abgerufen am 2. Dezember 2019.
19. ↑  M 5.1 - 8km NNW of Shijak, Albania. USGS, abgerufen am 22. Dezember 2019 (englisch).
20. ↑  M 5.3 - 3km NNW of Vore, Albania. USGS, abgerufen am 22. Dezember 2019 (englisch).
21. ↑  M 4.3 - 8km NW of Kurbnesh, Albania. USGS, abgerufen am 22. Dezember 2019 (englisch).
22. ↑  M 4.2 - 5km W of Mamurras, Albania. USGS, abgerufen am 22. Dezember 2019 (englisch).
23. ↑  M 4.2 - 21km W of Mamurras, Albania. USGS, abgerufen am 22. Dezember 2019 (englisch).
24. ↑  M 4.4 - 4km WNW of Vore, Albania. USGS, abgerufen am 22. Dezember 2019 (englisch).
25. ↑  M 4.1 - 19km N of Durres, Albania. USGS, abgerufen am 22. Dezember 2019 (englisch).
26. ↑  M 4.1 - 17km N of Durres, Albania. USGS, abgerufen am 22. Dezember 2019 (englisch).
27. ↑  M 5.4 - 22km W of Mamurras, Albania. USGS, abgerufen am 22. Dezember 2019 (englisch).
28. ↑  M 4.8 - 21km WSW of Mamurras, Albania. USGS, abgerufen am 22. Dezember 2019 (englisch).
29. ↑  M 4.4 - 12km N of Durres, Albania. USGS, abgerufen am 22. Dezember 2019 (englisch).
30. ↑  M 4.7 - 14km W of Mamurras, Albania. USGS, abgerufen am 22. Dezember 2019 (englisch).
31. ↑  M 4.4 - 6km W of Milot, Albania. USGS, abgerufen am 22. Dezember 2019 (englisch).
32. ↑  M 4.2 - 19km W of Mamurras, Albania. USGS, abgerufen am 22. Dezember 2019 (englisch).
33. ↑  M 4.4 - 12km NW of Vore, Albania. USGS, abgerufen am 22. Dezember 2019 (englisch).
34. ↑  M 4.7 - 17km W of Mamurras, Albania. USGS, abgerufen am 22. Dezember 2019 (englisch).
35. ↑  M 4.2 - 23km W of Mamurras, Albania. USGS, abgerufen am 22. Dezember 2019 (englisch).
36. ↑  M 4.1 - 16km W of Mamurras, Albania. USGS, abgerufen am 22. Dezember 2019 (englisch).
37. ↑  M 5.3 - 19km WSW of Mamurras, Albania. USGS, abgerufen am 22. Dezember 2019 (englisch).
38. ↑  M 4.3 - 16km W of Mamurras, Albania. USGS, abgerufen am 22. Dezember 2019 (englisch).
39. ↑  M 4.5 - 21km WSW of Mamurras, Albania. USGS, abgerufen am 22. Dezember 2019 (englisch).
40. ↑  M 4.3 - 23km W of Mamurras, Albania. USGS, abgerufen am 22. Dezember 2019 (englisch).
41. ↑  M 4.4 - 13km N of Durres, Albania. USGS, abgerufen am 22. Dezember 2019 (englisch).
42. ↑  M 4.4 - 16km N of Durres, Albania. USGS, abgerufen am 22. Dezember 2019 (englisch).
43. ↑  M 4.2 - 10km N of Durres, Albania. USGS, abgerufen am 22. Dezember 2019 (englisch).
44. ↑  M 4.4 - 15km NNW of Shijak, Albania. USGS, abgerufen am 22. Dezember 2019 (englisch).
45. ↑  M 4.5 - 22km WSW of Mamurras, Albania. USGS, abgerufen am 9. Dezember 2019 (englisch).
46. ↑  M 4.9 - 23km W of Mamurras, Albania. USGS, abgerufen am 9. Dezember 2019 (englisch).
47. ↑  M 4.4 - 1km NW of Shijak, Albania. USGS, abgerufen am 9. Dezember 2019 (englisch).
48. ↑  M 4.6 - 2km NNE of Shijak, Albania. USGS, abgerufen am 9. Dezember 2019 (englisch).
49. ↑  M 4.4 - 18km W of Mamurras, Albania. USGS, abgerufen am 9. Dezember 2019 (englisch).
50. ↑  M 4.2 - 21km N of Durres, Albania. USGS, abgerufen am 9. Dezember 2019 (englisch).
51. ↑  M 4.5 - 7km W of Fushe-Kruje, Albania. USGS, abgerufen am 9. Dezember 2019 (englisch).
52. ↑  M 4.5 - 6km WNW of Vore, Albania. USGS, abgerufen am 19. Dezember 2019 (englisch).
53. ↑  M 4.5 - 18km WSW of Mamurras, Albania. USGS, abgerufen am 19. Dezember 2019 (englisch).
54. ↑  M 4.3 - 23km WNW of Mamurras, Albania. USGS, abgerufen am 19. Dezember 2019 (englisch).
55. ↑  M 4.4 - 22km WNW of Mamurras, Albania. USGS, abgerufen am 19. Dezember 2019 (englisch).
56. ↑  M 4.1 - 20km SW of Lezhe, Albania. USGS, abgerufen am 19. Januar 2020 (englisch).
57. ↑  M 4.5 - 6km WSW of Mamurras, Albania. USGS, abgerufen am 19. Januar 2020 (englisch).
58. ↑  M 4.3 - 4km SW of Shijak, Albania. USGS, abgerufen am 19. Januar 2020 (englisch).
59. ↑  M 4.4 - 7km NW of Lushnje, Albania. USGS, abgerufen am 19. Januar 2020 (englisch).
60. ↑  M 4.4 - 4km NNE of Shijak, Albania. USGS, abgerufen am 19. Januar 2020 (englisch).
61. ↑  M 4.1 - 28km NNW of Durres, Albania. USGS, abgerufen am 19. Januar 2020 (englisch).
62. ↑  M 4.4 - 15km NW of Peshkopi, Albania. USGS, abgerufen am 27. Januar 2020 (englisch).
63. ↑  M 4.3 - 10km NE of Kurbnesh, Albania. USGS, abgerufen am 27. Januar 2020 (englisch).
64. ↑  M 4.4 - 2km ESE of Vore, Albania. USGS, abgerufen am 1. Februar 2020 (englisch).
65. ↑  M 5.1 - 12km NW of Vore, Albania. USGS, abgerufen am 1. Februar 2020 (englisch).
66. ↑  M 4.4 - 13km N of Durres, Albania. USGS, abgerufen am 13. März 2020 (englisch).
67. ↑  M 4.1 - 13km WNW of Fushe-Kruje, Albania. USGS, abgerufen am 8. Oktober 2020 (englisch).
68. ↑  M 4.7 - 10 km SW of Mamurras, Albania. USGS, abgerufen am 6. Dezember 2020 (englisch).
69. ↑  M 4.5 - 3 km ENE of Lushnjë, Albania. USGS, abgerufen am 6. Dezember 2020 (englisch).
70. ↑  M 4.3 - 5 km SW of Rubik, Albania. USGS, abgerufen am 6. Dezember 2020 (englisch).
71. ↑  M 4.4 - 5 km NE of Lushnjë, Albania. USGS, abgerufen am 6. Dezember 2020 (englisch).
72. ↑  M 4.6 - 7 km SSE of Peqin, Albania. USGS, abgerufen am 6. Dezember 2020 (englisch).
73. ↑  M 4.6 - 10 km NW of Vorë, Albania. USGS, abgerufen am 6. Dezember 2020 (englisch).
74. ↑  M 4.2 - 15 km WSW of Mamurras, Albania. USGS, abgerufen am 26. Januar 2021 (englisch).
75. ↑  M 4.5 - 14 km W of Fushë-Krujë, Albania. USGS, abgerufen am 22. Mai 2020 (englisch).
76. ↑  M 4.4 - 19 km NNW of Shijak, Albania. USGS, abgerufen am 22. Mai 2021 (englisch).
77. ↑  M 4.1 - 16 km WSW of Mamurras, Albania. USGS, abgerufen am 18. Oktober 2021 (englisch).
78. ↑  M 4.4 - 1 km ESE of Lezhë, Albania. USGS, abgerufen am 18. Oktober 2021 (englisch).
79. ↑  M 4.6 - 5km ESE of Nafpaktos, Greece. USGS, abgerufen am 19. Dezember 2019 (englisch).
80. ↑  M 5.4 - 6km ESE of Blagaj, Bosnia and Herzegovina. USGS, abgerufen am 19. Dezember 2019 (englisch).
81. ↑  Potres / Pogledajte kakvu je štetu zemljotres nanio u Nevesinju i Ljubinju. In: radiosarajevo.ba. 26. November 2019, abgerufen am 27. November 2019 (bosnisch).
82. ↑  Albania earthquake: Seismologists reassure “no risk to activate fault lines in Greece”. In: keeptalkinggreece.com. 26. November 2019, abgerufen am 26. November 2019 (englisch).
83. ↑  Strong 6.1 magnitude quake strikes off Crete. In: ekathimerini.com. 27. November 2019, abgerufen am 27. November 2019 (englisch).
84. ↑  M 6.0 - 41km NW of Platanos, Greece. USGS, abgerufen am 19. Dezember 2019 (englisch).
85. 1 2  Janula Vila: Shuarja e 51 jetëve, orët e ankthit dhe shpresa për t’i gjetur gjallë, historitë tronditëse të 26 nëntorit, lëkundjet që shuan shumë ëndërra. In: dosja.al. 29. Dezember 2019, abgerufen am 31. Januar 2020 (albanisch).
86. 1 2 3  Albania's search for quake victims ends as death toll rises to 51. In: aljazeera.com. 30. November 2019, abgerufen am 30. November 2019 (englisch)
87. ↑  Llazar Semini: Search in Albania quake reduced, death toll at 49. In: apnews.com. 29. November 2019, abgerufen am 29. November 2019 (englisch).
88. ↑  EU Leads International Help to Albania Quake Recovery. In: voanews.com. 2. Dezember 2019, abgerufen am 1. Februar 2020 (englisch).
89. ↑  Erdbeben in Albanien: Dutzende Menschen aus Trümmern gerettet . In: spiegel.de. 27. November 2019, abgerufen am 28. November 2019.
90. 1 2 3  Albania. Post-Disaster Needs Assessment. (PDF; 12,5 MB) In: europa.eu. 13. Februar 2020, abgerufen am 15. Februar 2020 (englisch).
91. ↑  Albania: 32,000 people still homeless three months after devastating earthquake. In: reliefweb.int. IFRC, 14. Februar 2019, abgerufen am 15. Februar 2019 (englisch).
92. ↑  Albania: Earthquake - Information bulletin. In: reliefweb.int. IFRC, 27. November 2019, abgerufen am 28. November 2019 (englisch).
93. 1 2  Shaun Walker, Helena Smith: Albania earthquake: at least 16 dead and hundreds injured. In: theguardian.com. 26. November 2019, abgerufen am 26. November 2019 (englisch).
94. ↑  Albanische Regierung, Europäische Union, Vereinte Nationen Albanien, Weltbank (Hrsg.): Albania. Post-Disaster Needs Assessment. Volume A Report. Tirana Februar 2020, S. 63 (ec.europa.eu [PDF; 12,5 MB; abgerufen am 27. November 2020]).
95. ↑  Shkatërrohet kalaja e Durrësit, nuk i rezistoi dot tërmetit. In: kultplus.com. 26. November 2019, abgerufen am 27. November 2019 (albanisch).
96. ↑  Shembja e kullës së Kalasë së Prezës. In: gazetasi.al. 26. November 2019, abgerufen am 27. November 2019 (albanisch).
97. ↑  Dëmtohet kalaja e Krujës nga tërmeti i fuqishëm. In: Gazeta Insajderi. 26. November 2019, abgerufen am 27. November 2019 (albanisch).
98. 1 2  Albania: Biggest earthquake in decades takes deadly toll. In: dw.com. 26. November 2019, abgerufen am 27. November 2019 (englisch).
99. ↑  Mourning Albania races against time to find earthquake survivors. In: rfi.fr. 27. November 2019, abgerufen am 27. November 2019 (englisch).
100. ↑  Bilanci tragjik, vdesin dy vëllezërit kosovarë në Durrës. In: dosja.al. 26. November 2019, abgerufen am 27. November 2019 (albanisch).
101. 1 2  Rachael Kennedy: Rescue operation underway after at least 25 killed in Albanian earthquake. In: euronews.com. 27. November 2019, abgerufen am 27. November 2019 (englisch).
102. ↑  Government Declares State of Emergency. (Seite nicht mehr abrufbar, festgestellt im Dezember 2024. Suche in Webarchiven)  Info: Der Link wurde automatisch als defekt markiert. Bitte prüfe den Link gemäß Anleitung und entferne dann diesen Hinweis. In: exit.al. 27. November 2019, abgerufen am 27. November 2019 (englisch).
103. ↑  Albania: Earthquake Revised Emergency Appeal n° MDRAL008. In: reliefweb.int. IFRC, 14. Februar 2020, abgerufen am 15. Februar 2020 (englisch).
104. 1 2 3  Mehrere Tote in Albanien: Bebenschäden in Hafenstadt am größten. In: orf.at. 26. November 2019, abgerufen am 26. November 2019.
105. ↑  Albania earthquake: Rescue effort intensifies amid fresh tremors. In: bbc.com. 27. November 2019, abgerufen am 27. November 2019 (englisch).
106. ↑  Albania earthquake: Rescue efforts wind down. In: dw.com. 30. November 2019, abgerufen am 30. November 2019 (englisch).
107. ↑  Erdbeben Albanien: Die Schweiz entsendet ein humanitäres Expertenteam. In: admin.ch. Eidgenössisches Departement für auswärtige Angelegenheiten, 26. November 2019, abgerufen am 26. November 2019.
108. ↑  U.S. Government Support for Earthquake Recovery Efforts. (Memento des Originals vom 4. Dezember 2019 im Internet Archive)  Info: Der Archivlink wurde automatisch eingesetzt und noch nicht geprüft. Bitte prüfe Original- und Archivlink gemäß Anleitung und entferne dann diesen Hinweis. In: al.usembassy.gov. 4. Dezember 2019, abgerufen am 31. Dezember 2019 (englisch).
109. ↑  Belgium sends winter tents and camp beds to Albania, following the earthquake that struck the country. In: diplomatie.belgium.be. 2. Dezember 2019, abgerufen am 3. Dezember 2019 (englisch).
110. ↑  Emergency Assistance to the Republic of Albania in Response to the Earthquake. In: reliefweb.int. 28. November 2019, abgerufen am 29. November 2019.
111. ↑  The State of Qatar urgently responds to Albania earthquake victims. In: reliefweb.int. 1. Dezember 2019, abgerufen am 3. Dezember 2019 (englisch).
112. ↑  Albania Gets First Aid from Turkey After Deadly Quake. In: reliefweb.int. 27. November 2019, abgerufen am 28. November 2019 (englisch).
113. ↑  Polish firefighters transport humanitarian aid to Albania. In: thefirstnews.com. 18. Dezember 2019, abgerufen am 22. Dezember 2019.
114. ↑  Schweiz weitet Erdbebenhilfe in Albanien aus . In: admin.ch. 3. Dezember 2019, abgerufen am 3. Dezember 2019.
115. ↑  Hungary Sends Aid to Earthquake-hit Albania. (Memento des Originals vom 3. Dezember 2019 im Internet Archive)  Info: Der Archivlink wurde automatisch eingesetzt und noch nicht geprüft. Bitte prüfe Original- und Archivlink gemäß Anleitung und entferne dann diesen Hinweis. In: hungarytoday.hu. 2. Dezember 2019, abgerufen am 3. Dezember 2019 (englisch).
116. ↑  UAE to deliver urgent humanitarian assistance worth AED13 million to quake victims in Albania. In: reliefweb.int. 27. November 2019, abgerufen am 28. November 2019.
117. ↑  Azerbaijan allocates 500,000 euros to quake victims in Albania. In: trend.az. 29. November 2019, abgerufen am 30. November 2019 (englisch).
118. ↑  Council of Ministers of Bosnia-Herzegovina approved Assistance for Albania. In: sarajevotimes.com. 4. November 2019, abgerufen am 5. November 2019 (englisch).
119. ↑  Wassil Peicheva: Даваме 200 000 лева хуманитарна помощ на Албания след земетресението. In: dariknews.bg. 27. November 2019, abgerufen am 29. November 2019 (bulgarisch).
120. ↑  Maqedonia e Veriut jep 100 mijë Euro për Shqipërinë. In: tvklan.al. 28. November 2019, abgerufen am 29. November 2019 (albanisch).
121. ↑  ROK Government Decides to Extend 300,000 USD in Humanitarian Assistance to Earthquake-hit Albania. In: reliefweb.int. 28. November 2019, abgerufen am 30. November 2019 (albanisch).
122. ↑  Linda Bordoni: Pope sends aid to Albania earthquake victims. In: vaticannews.va. 28. November 2019, abgerufen am 29. November 2019 (englisch).
123. ↑  Opferzahl nach Erdbeben in Albanien auf 49 gestiegen. In: sn.at. 29. November 2019, abgerufen am 29. November 2019.
124. ↑  Red Cross responds after deadly earthquake. In: reliefweb.int. IFRC, 27. November 2019, abgerufen am 28. November 2019 (englisch).
125. ↑  Erdbeben in Albanien: Caritas bittet um Spenden. In: orf.at. 26. November 2019, abgerufen am 26. November 2019.
126. ↑  Help startet Nothilfe für Erdbebenopfer in Albanien. In: presseportal.de. 26. November 2019, abgerufen am 26. November 2019.
127. ↑  Nothilfe – Erdbeben Albanien. In: aktion-deutschland-hilft.de. Abgerufen am 30. November 2019.
128. ↑  VENDIMI/ U propozua nga Rama si ministër Shteti për Rindërtim, Meta dekreton Arben Ahmetajn. In: dosja.al. 13. Dezember 2019, abgerufen am 17. Februar 2020 (albanisch).
129. ↑  Albania's November Quake Caused $1.1 Billion in Damages. In: nytimes.com. 5. Februar 2020, abgerufen am 5. Februar 2020 (englisch).
130. ↑  Government announces tax relief for businesses affected by the November earthquake. In: Top Channel. 7. März 2020, abgerufen am 9. März 2020 (englisch).
131. ↑  Families affected by the earthquake move into new houses in Lac, built by the Turkish government. In: Top Channel. 15. Februar 2022, abgerufen am 21. Februar 2022 (englisch).
132. ↑  Rama dorëzon çelësat e shtëpive për 155 familje: Dikur Thumana i ngjante ferrit, sot rilindjes! ‘Çdo tullë’ e ka një emër - Shqiptarja. In: Shqiptarja.com. 2. Mai 2022, abgerufen am 5. September 2022 (albanisch).
133. ↑  EU pledges €15 million to Albania for earthquake relief. In: dw.com. 4. November 2019, abgerufen am 4. November 2019 (englisch).
134. 1 2  EU richtet internationale Geberkonferenz für Albanien aus, um den Wiederaufbau nach dem Erdbeben zu unterstützen. In: europa.eu. 10. Januar 2020, abgerufen am 15. Januar 2020.
135. ↑  Albania earthquake: European Union, United Nations and World Bank jointly support Government to assess needs, develop recovery plan. In: reliefweb.int. 24. Dezember 2019, abgerufen am 31. Dezember 2019 (englisch).
136. ↑  EU und internationale Geber verpflichten sich, 1,15 Milliarde EUR für den Wiederaufbau nach dem Erdbeben in Albanien bereitzustellen. In: europa.eu. 17. Februar 2020, abgerufen am 18. Februar 2020.
137. ↑  260 Apartment Blocks, over Two Thousand Houses Uninhabitable after Albanian Earthquake. (Memento des Originals vom 17. Dezember 2019 im Internet Archive)  Info: Der Archivlink wurde automatisch eingesetzt und noch nicht geprüft. Bitte prüfe Original- und Archivlink gemäß Anleitung und entferne dann diesen Hinweis. In: exit.at. 9. Dezember 2019, abgerufen am 17. Dezember 2019 (englisch).
138. ↑  Llazar Semini: Albania demolishes quake-damaged building with explosives. In: apnews.com. 3. Dezember 2019, abgerufen am 17. Dezember 2019 (englisch).
139. ↑  Schweizer prangert die Baumethoden in Albanien an: «Baupfusch ist schuld an so vielen Toten». In: blick.ch. 29. November 2019, abgerufen am 17. Dezember 2019.
140. ↑  Help in Albanien: Noch immer stürzen Häuser ein. Schlechte Bauweise verursacht weitere Schäden. In: presseportal.de. 30. November 2019, abgerufen am 17. Dezember 2019.
141. ↑  Neun Festnahmen nach Erdbeben in Albanien. In: orf.at. 15. Dezember 2019, abgerufen am 15. Dezember 2019.
142. ↑  Albania earthquake: Arrests over deaths in collapsed buildings. In: bbc.com. 14. Dezember 2019, abgerufen am 22. Dezember 2019 (englisch).
143. ↑  Geri Emiri: Albanian Quake Probe Hones in on Sub-Standard Concrete. In: balkaninsight.com. 16. Januar 2020, abgerufen am 1. Februar 2020 (englisch).
144. ↑  Prosecutors Order Detention of 40 People over Earthquake Damages. (Memento des Originals vom 1. Februar 2020 im Internet Archive)  Info: Der Archivlink wurde automatisch eingesetzt und noch nicht geprüft. Bitte prüfe Original- und Archivlink gemäß Anleitung und entferne dann diesen Hinweis. In: exit.al. 15. Januar 2020, abgerufen am 1. Februar 2020 (englisch).
145. ↑  The Albanian Earthquake – What’s the Situation Three Months Later. (Memento des Originals vom 27. Februar 2020 im Internet Archive)  Info: Der Archivlink wurde automatisch eingesetzt und noch nicht geprüft. Bitte prüfe Original- und Archivlink gemäß Anleitung und entferne dann diesen Hinweis. In: exit.al. 27. Februar 2020, abgerufen am 27. Februar 2020 (englisch).
146. ↑  Rindërtimi, Rama ndan pamjet nga Kulla e Kujtesës në Thumanë. In: Alfa Press. 1. März 2022, abgerufen am 5. September 2022 (albanisch).